# 가이바라역
가이바라역(일본어: 柏原駅, かいばらえき 카이바라에키[*])은 일본 효고현 단바시에 위치한 서일본 여객철도의 역이다.
단바시의 대표적은 인접한 이소역이지만 버스 운행의 편리성과 택시의 다수 운행 등으로 실질적인 현관구 역할을 하고 있다. 열차 편수는 시간 당 평균 2편으로 상하행선을 모두 합치면 시간당 4편이다.

## 역 구조
상대식 승강장으로 2면 2선의 교행 가능한 지상역으로 예전에는 두 개의 선로 사이에 1개의 중선이 부설되어 있었다. 역의 전후는 단선으로 과거의 후쿠치야마 선의 모습이 그대로 남아있다.

### 승강장
| 1 | ■ 후쿠치야마 선 | 상행 | 사사야마구치 · 산다 |
| 1 | ■ 후쿠치야마 선 | 하행 | 후쿠치야마 방면     |
| 2 | ■ 후쿠치야마 선 | 하행 | 후쿠치야마 방면     |

개찰구 쪽의 1번 승강장이 상행 본선, 2번 승강장이 하행 본선이지만 1번 승강장은 양방향의 진출입이 가능하다. 그 때문에 교행이 이루어지지 않을 경우에는 승객이 과선교를 건너지 않아도 되는 1번 승강장에 상하행 열차가 모두 서는 것이 원칙이다. 교행이 이루어지는 경우에는 상행이 1번선, 하행이 2번선에서 발착한다.

## 역사
- 1899년 7월 15일: 한카쿠 철도 가이바라 ~ 후쿠치야마미나미구치 역 (후일 후쿠치 역으로 변경되었다가 폐지) 간에 연장하여 도중역이 되었다.
- 1907년 8월 1일: 국유화에 따라 일본국유철도 소속이 되었다.
- 1909년 10월 12일: 노선 명칭 제정에 따라 한카쿠 선의 일부가 되었다.
- 1912년 3월 1일: 노선 명칭 개정에 따라 한카쿠 선의 후쿠치야마 선 이남이 후쿠치야마 선으로 개칭되어 그 일부가 되었다.
- 1987년 4월 1일: 민영화에 의해 서일본 여객철도의 소속이 되었다.
- 2003년 11월 1일: 이코카의 사용이 개시되었다.

## 인접정차역
| 서일본 여객철도 후쿠치야마 선 | 서일본 여객철도 후쿠치야마 선 | 서일본 여객철도 후쿠치야마 선 |
| ----------------------------- | ----------------------------- | ----------------------------- |
| 다니카와 오사카 방면          | ■ 후쿠치야마 선               | 이소 후쿠치야마 방면          |